# Ellen Gates Starr
Ellen Gates Starr (19. března 1859 Laona – 10. února 1940 Suffern) byla americká sociální reformátorka a aktivistka. Společně s Jane Addams založila v Chicagu sociální centrum pro vzdělávání dospělých Hull House.

## Životopis
Ellen Gates Starr se narodila 19. března 1859 v Laona v Illinois Calebu Allenu Starrovi a Susan Gates rozené Child. V letech 1877–1878 Ellen navštěvovala ženský seminář na Rockford University, kde se poprvé setkala s Jane Addams. Poté co musela opustit školu kvůli finančním těžkostem, učila deset let v Chicagu.

### Sociální reformátorka

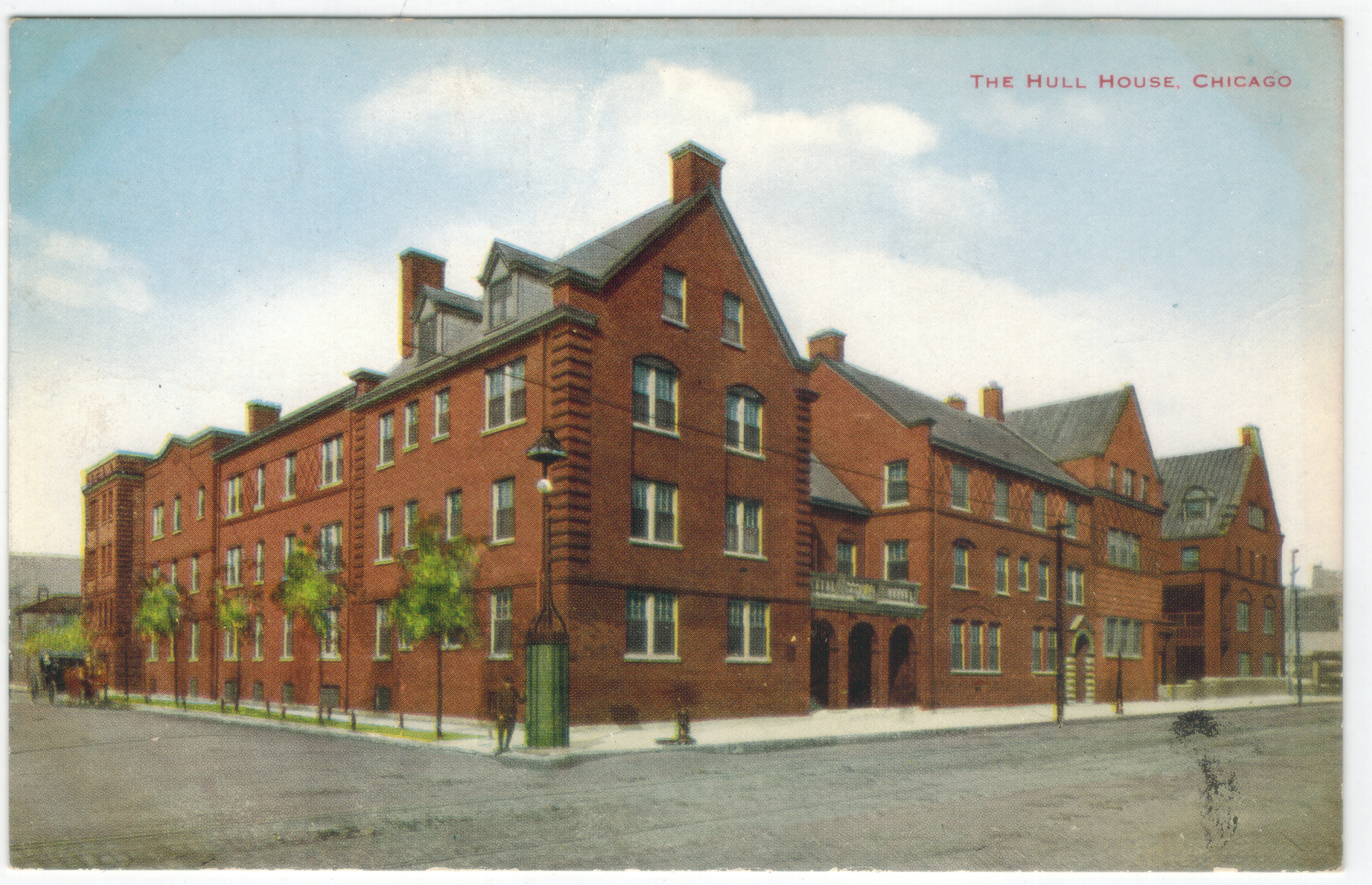
Hull House, Chicago

V roce 1888 se přidala k Jane Addams na její cestě po Evropě. V londýně se dvojice inspirovala úspěchem anglického ubytovacího hnutí a odhodlaly se založit podobné sociální ubytovací hnutí v Chicagu. Po návratu do Chicaga v roce 1889 společně založily Hull House jako školku a denní jesle, kojenecké centrum a centrum pro vzdělávání dospělých. V roce 1891 Ellen založila Butler Art Gallery, která se stala prvním rozšířením k domu Hull House. Cestovala také do Anglie, kde studovala u slavného knihaře T. J. Cobden-Sandersona. Po návratu v ubytovně v roce 1898 začala pořádat knihařské kurzy z nichž se stala uměleckoprůmyslová obchodní škola.
Snažila se také do Chicaga přivést Hnutí uměleckých řemesel. V roce 1894 založila za pomoci Ženského klubu Umělecké sdružení veřejné školy v Chicagu. Cílem organizace byla poskytovat originální umělecká díla a kvalitní umělecké reprodukce k propagaci vzdělávání veřejné školy a docenění krásy jako znaku pro dobrého občana. Ellen Starr byla prezidentkou sdružená až do roku 1897, kdy založila založila Sdružení uměleckého hnutí v Chicagu.
Byla také aktivní v kampani za reformaci zákonů o dětské práci a pracovních podmínek v průmyslu v Chicagu. Byla členkou Ženská odborové ligy a v letech 1896, 1910 a 1915 pomáhala organizovat stávkující oděvní dělnice. Na druhou stranu byla svým přesvědčením proti industrializaci. Idealizovala si středověký cechovní systém a později Hnutí uměleckých řemesel. Byla zatčena při stávce v restauraci. V chicagských slumech učila děti, které si nemohly dovolit školní vzdělání o spisovatelích jako byli Dante a Robert Browning.

### Pozdější život
Ačkoli měla mnoho let zájem o katolictví, konvertovala teprve v roce 1920, když věřila, že církev opravdu učí sociální spravedlnosti. Její práce na kampani proti dětské práci v církvi našla mnoho odpůrců.
V roce 1929 ochrnula od pasu dolů, kvůli komplikacím způsobeným operací spinálního abscesu. V roce 1931, když byla již velmi nemocná, odešla na odpočinek do katolického kláštera v Suffern ve státě New York, kde o ni pečoval Řád Svatého Ježíška, a to i přesto, že nebyla členkou jejich náboženské komunity, ani žádné jiné.
Zemřela v klášteře 10. února 1940.

## Soukromí

### Vztah s Jane Addams
Podle Lillian Faderman, americké historičky změřené na historii LGBT, byla Ellen „prvním vážným vztahem” Jane Addams. Přátelství mezi oběma ženami trvalo po mnoho let a obě žily ve společné domácnosti. Jane Addams Ellen napsala: „Milujme se v dobrém i ve zlém a pracujme na své spáse.” Lisa Lee, ředitelka muzea Hull House na Illinoiské univerzitě v Chicagu, zastává názor, že jejich vztah byl romantický a lesbický. Victoria Brown ve své publikaci o životě Janě Adamms souhlasí, že lze na vzah nahlížet jako na lesbický, pokud je na něj nahlíženo jako na „ženy milující ženy”, ačkoli neexistuje žádný důkaz, že byly sexuálními partnerkami. Intenzita vztahu ochabla, když Jane Addams potkala Mary Rozet Smith (byla studentkou Ellen na Škole paní Kirklandové). Následně si obě ženy vytvořily společnou domácnost.

### Náboženské předsvědčení
Ellen Starr vstoupila do episkopální církve v roce 1883. V roce 189 byla členkou Sdružení společnic Svatého kříze a Ženské episkopální modlitební společnosti, která kombinovala modlitby s učením a aktivismem pro sociální spravedlnost. Do Společnic, které založila Emily Maborne Morgan, patřilo i několik vlivných reformátorek z celých Spojených států, jako Vida Scudder a Mary Simkhovitch. Společnice se setkávaly každé léto, kde společně trávily celý týden, který reformátorkám umožnil se znovu duchovně spojit, propojit se s jinými reformátory a zúčastnit se řady vzdělávacích programů o sociálních otázkách.

## Dílo (výběr)
- Settlements and the church's duty (1896)
- Reflections on the breviary